# Iwaniszczawiczy (obwód homelski)
Iwaniszczawiczy (biał. Іванішчавічы; ros. Иванищевичи, Iwaniszczewiczi; pol. hist. Iwaniszczewicze) – wieś na Białorusi, w obwodzie homelskim, w rejonie oktiabrskim, w sielsowiecie Lubań.

## Historia
W XIX i w początkach XX w. wieś i majątek ziemski będący w 1882 wspólną własnością Galperiniego, Pietrajewskich i Cieślińskich. Położone były wówczas na zapadłym Polesiu, w Rosji, w guberni mińskiej, w powiecie bobrujskim. Znajdowała się tu wówczas cerkiew.
Po I wojnie światowej pod administracją polską, w Zarządzie Cywilnym Ziem Wschodnich, w okręgu mińskim, w powiecie bobrujskim. W wyniku postanowień traktatu ryskiego znalazły się w granicach Związku Sowieckiego. Od 1991 w niepodległej Białorusi.